# Cacographis
Cacographis is een geslacht van vlinders van de familie van de grasmotten (Crambidae), uit de onderfamilie van de Midilinae. De wetenschappelijke naam en de beschrijving van dit geslacht zijn voor het eerst gepubliceerd in 1863 door Julius Lederer. Lederer beschreef ook de eerste soort uit het geslacht, Cacographis osteolalis, die als typesoort is aangeduid.

## Soorten
- C. macrops Munroe, 1970
- C. osteolalis Lederer, 1863
- C. undulalis Schaus, 1913